# Noțig, Sălaj
Noțig este un sat în comuna Sălățig din județul Sălaj, Transilvania, România.

## Istorie
Prima atestare documentară a localității provine din anul 1387, când satul apare sub numele de villa olachalis Nagyzegh, Nyegenyefalva. Alte atestări documentare provin din anii 1423 villa olachalis Nagyzegh, 1462 Naghzegh, 1475 Nagzwgh, 1502 Nagzek, 1549 Nagzek, 1564 Nagÿzegh, 1604 Nagÿszegh, 1733 Noczigul, 1750 Nagy Szeg, 1850 Naczigu, 1854 Nagy-szeg, Nacig, 1930 Noțig, 1966 Negreni.

## Demografie
Conform recensământului populației României din anul 2002, localitatea avea la acea dată 640 locuitori, 318 de sex masculin și 322 de sex feminin.